# Jakob Černe
Jakob Černe, slovenski rimskokatoliški duhovnik v ZDA, * 3. maj 1883, Blejska Dobrava, † 17. december 1948, Sheboygan, Wisconsin, ZDA.

## Življenje in delo
Po končani gimnaziji v Kranju je leta 1902 vstopil v St. Paul Seminary v Saint Paulu (Minnesota), kjer je bil 1908 posvečen. Po delovanju v Fairfaxu, (Minnesota) in Rock Springsu, (Wyoming), je postal župnik v Sheboyganu, Wisconsin, kjer je sezidal slovensko cerkev sv. Cirila in Metoda ter župnišče. 